# All Night Nippon Super Mario Bros.
All Night Nippon Super Mario Bros. (オールナイトニッポン スーパーマリオブラザーズ, Ōrunaito Nippon Sūpā Mario Burazāzu) est un jeu vidéo de plates-formes sorti uniquement au Japon sur Famicom Disk System en 1986.
Le jeu a été distribué lors d'un concours organisé par l'émission de radio japonaise All Night Nippon.
Le jeu consiste en une version de Super Mario Bros. se passant de nuit, avec de nouveaux personnages liés à l'émission de radio et reprenant des niveaux issus de Super Mario Bros., Super Mario Bros. 2 (version japonaise) ou encore VS. Super Mario Bros.,.